# Dyskryminacja (prawo)
Dyskryminacja (łac. discrimino – rozróżniam) oznacza odmienne traktowanie różnych podmiotów, które znajdują się w podobnej sytuacji.
Podobieństwo sytuacji ocenia się w oparciu o obiektywne i weryfikowalne okoliczności istotne. Wyodrębnienie takich okoliczności zależy zawsze od kontekstu danej sprawy. Przepisy prawa zakazujące dyskryminacji, między innymi ze względu na płeć czy wyznanie, ustalają katalog cech, które, co do zasady, nie mogą być uznawane za okoliczności istotne.

## Dyskryminacja w prawie międzynarodowym
Na ogół dyskryminacją nazywane jest gorsze traktowanie, lecz prawo międzynarodowe czasem określa tak również uprzywilejowanie.
Deklaracja Filadelfijska z 1944 głosi wszystkie istoty ludzkie, bez różnicy rasy, wierzenia lub płci mają prawo dążyć do swego postępu materialnego i rozwoju umysłowego w warunkach wolności i godności, bezpieczeństwa gospodarczego i z równymi widokami powodzenia;
Powszechna deklaracja praw człowieka z 1948 głosi Każda osoba jest uprawniona do korzystania ze wszystkich praw i wolności ogłoszonych w niniejszej Deklaracji bez jakiejkolwiek różnicy, zwłaszcza ze względu na rasę, kolor skóry, płeć, język, religię, poglądy polityczne lub jakiekolwiek inne, pochodzenie narodowe lub społeczne, majątek, urodzenie lub jakąkolwiek inną sytuację.
Konwencje genewskie z 1949 nakazują traktować jeńców, rannych, rozbitków i ludność bez czynienia różnicy na niekorzyść z powodu rasy, koloru skóry, religii lub wiary, płci, urodzenia lub majątku ani z żadnych innych analogicznych powodów. Dwa Protokoły Dodatkowe z 1977 zabraniają czynienia różnic na niekorzyść z powodu rasy, koloru skóry, płci, języka, religii lub wiary, poglądów politycznych lub innych, narodowości lub pochodzenia społecznego, majątku, urodzenia lub innych sytuacji albo jakichkolwiek innych podobnych kryteriów.
Konwencja o statusie uchodźców z 1951 w art. 3 zobowiązuje strony, by stosowały postanowienia niniejszej Konwencji do uchodźców bez względu na ich rasę, religię lub państwo pochodzenia. Podobnie mówi art. 3 Konwencji o bezpaństwowcach z 1954.
Konwencja w sprawie równego wynagrodzenia MOP z 1951 żąda zapewnienia jednakowego wynagrodzenia dla pracujących mężczyzn i kobiet za pracę jednakowej wartości.
Konwencja w sprawie dyskryminacji w zatrudnieniu i wykonywaniu zawodu MOP z 1958 określa tak wszelkie rozróżnienie, wyłączenie lub uprzywilejowanie oparte na rasie, kolorze skóry, płci, religii, poglądach politycznych, pochodzeniu narodowym lub społecznym, które powoduje zniweczenie albo naruszenie równości szans lub traktowania w zakresie zatrudnienia lub wykonywania zawodu, przy czym rozróżnienia, wyłączenia lub uprzywilejowania oparte na kwalifikacjach wymaganych dla określonego zatrudnienia nie są uważane za dyskryminację.
Konwencja UNESCO w sprawie zwalczania dyskryminacji w dziedzinie oświaty z 1960 definiuje dyskryminację jako wszelkie wyróżnianie, wykluczanie, ograniczanie lub uprzywilejowanie ze względu na rasę, kolor skóry, płeć, język, wyznanie, przekonania polityczne lub jakiekolwiek inne, narodowość lub pochodzenie społeczne, sytuację materialną lub urodzenie, które ma na celu albo którego skutkiem jest przekreślenie lub naruszenie zasady jednakowego traktowania.
Według konwencji ONZ w sprawie likwidacji wszelkich form dyskryminacji rasowej z 1966 dyskryminacją jest wszelkie zróżnicowanie, wykluczenie, ograniczenie lub uprzywilejowanie z powodu rasy, koloru skóry, urodzenia, pochodzenia narodowego lub etnicznego, które ma na celu lub pociąga za sobą przekreślenie bądź uszczuplenie uznania, wykonywania lub korzystania, na zasadzie równości z praw człowieka i podstawowych wolności w dziedzinie politycznej, gospodarczej, społecznej i kulturalnej lub w jakiejkolwiek innej dziedzinie życia publicznego.
Podobnie stanowią oba Międzynarodowe Pakty Praw Człowieka w art. 2, Europejska Konwencja Praw Człowieka w art. 14, Amerykańska Konwencja Praw Człowieka w art. 1, Afrykańska Karta Praw Człowieka i Ludów w art. 2.
Konwencja w sprawie likwidacji wszelkich form dyskryminacji kobiet w art. 1: W rozumieniu niniejszej konwencji określenie „dyskryminacja kobiet” oznacza wszelkie zróżnicowanie, wyłączenie lub ograniczenie ze względu na płeć, które powoduje lub ma na celu uszczuplenie albo uniemożliwienie kobietom, niezależnie od ich stanu cywilnego, przyznania, realizacji bądź korzystania na równi z mężczyznami z praw człowieka oraz podstawowych wolności w dziedzinach życia politycznego, gospodarczego, społecznego, kulturalnego, obywatelskiego i innych.
Konwencja Praw Dziecka w art. 2 Państwa-Strony w granicach swojej jurysdykcji będą respektowały i gwarantowały prawa zawarte w niniejszej Konwencji wobec każdego dziecka, bez jakiejkolwiek dyskryminacji ze względu na rasę, kolor skóry, płeć, język, religię, poglądy polityczne i inne, pochodzenie narodowe, etniczne lub społeczne, status majątkowy, niepełnosprawność, cenzus urodzenia lub jakikolwiek inny tego dziecka albo jego rodziców bądź opiekuna prawnego. 2. Państwa-Strony będą podejmowały właściwe kroki dla zapewnienia ochrony dziecka przed wszelkimi formami dyskryminacji lub karania, ze względu na pochodzenie, działalność, wyrażane poglądy lub przekonania religijne rodziców dziecka, opiekunów prawnych lub członków rodziny.

## Sytuacja prawna w Polsce
Konstytucja Rzeczypospolitej Polskiej (Dz.U. z 1997 r. nr 78, poz. 483):
1. Wszyscy są wobec prawa równi. Wszyscy mają prawo do równego traktowania przez władze publiczne.

2. Nikt nie może być dyskryminowany w życiu politycznym, społecznym lub gospodarczym z jakiejkolwiek przyczyny.
Ustawa z dnia 6 czerwca 1997 r. Kodeks karny (Dz.U. z 2022 r. poz. 1138, z późn. zm.):
| Art. 256. |
| § 1. Kto publicznie propaguje nazistowski, komunistyczny, faszystowski lub inny totalitarny ustrój państwa lub nawołuje do nienawiści na tle różnic narodowościowych, etnicznych, rasowych, wyznaniowych albo ze względu na bezwyznaniowość, podlega karze pozbawienia wolności do lat 3. |
| § 1a. Tej samej karze podlega, kto publicznie propaguje ideologię nazistowską, komunistyczną, faszystowską lub ideologię nawołującą do użycia przemocy w celu wpływania na życie polityczne lub społeczne. |
| § 2. Karze określonej w § 1 podlega, kto w celu rozpowszechniania produkuje, utrwala lub sprowadza, nabywa, zbywa, oferuje, przechowuje, posiada, prezentuje, przewozi lub przesyła druk, nagranie lub inny przedmiot, zawierające treść określoną w § 1 lub 1a albo będące nośnikiem symboliki nazistowskiej, komunistycznej, faszystowskiej lub innej totalitarnej, użytej w sposób służący propagowaniu treści określonej w § 1 lub 1a. |

| Art. 257. |
| Kto publicznie znieważa grupę ludności albo poszczególną osobę z powodu jej przynależności narodowościowej, etnicznej, rasowej, wyznaniowej albo z powodu jej bezwyznaniowości lub z takich powodów narusza nietykalność cielesną innej osoby, podlega karze pozbawienia wolności do lat 3. |

Ustawa z dnia 26 czerwca 1974 r. Kodeks pracy (Dz.U. z 2022 r. poz. 1510)
1. Pracownicy powinni być równo traktowani w zakresie nawiązania i rozwiązania stosunku pracy, warunków zatrudnienia, awansowania oraz dostępu do szkolenia w celu podnoszenia kwalifikacji zawodowych, w szczególności bez względu na płeć, wiek, niepełnosprawność, rasę, religię, narodowość, przekonania polityczne, przynależność związkową, pochodzenie etniczne, wyznanie, orientację seksualną, a także bez względu na zatrudnienie na czas określony lub nie określony albo w pełnym lub w niepełnym wymiarze czasu pracy.

2. Równe traktowanie w zatrudnieniu oznacza niedyskryminowanie w jakikolwiek sposób, bezpośrednio lub pośrednio, z przyczyn określonych w § 1.